# Slavenka Drakulić
Slavenka Drakulić (Rijeka, 4 de julho de 1949) é uma jornalista, novelista e ensaista croata cujas obras sobre feminismo, comunismo e pós-comunismo foram traduzidas em muitos idiomas.
Drakulić nasceu em Croácia, na Yugoslávia socialista. Se graduou em literatura comparada e sociologia na Universidade de Zagreb em 1976. De 1982 a 1992 foi redatora no jornal quinzenal Start e no semanário de notícias Danas (ambos em Zagreb), escrevendo principalmente sobre temas feministas. Além de suas novelas e coleções de ensaios, o trabalho de Drakulić tem aparecido em The New Republic, The New York Times Magazine, The New York Review of Books, Süddeutsche Zeitung, Internazionale, The Nation, A Stampa, Dagens Nyheter, Frankfurter Allgemeine Zeitung, Eurozine, Politiken e The Guardian.  É editora colaboradora de The Nation.  Vive entre a Croácia e a Suécia.

## Biografia
Drakulić deixou temporariamente a Croácia pela Suécia no início da década de 1990 por razões políticas.  Um artigo anônimo publicado no periódico nacional Globus em 1992 (Slaven Letica, um conhecido sociólogo, ex-assessor do presidente Franjo Tudjman e escritor, posteriormente admitiu ser o autor do texto) acusava a cinco escritoras croatas, Drakulić inclusa, de serem "bruxas" e de "violarem" a Croácia. Segundo Letica, estas escritoras não adotavam uma postura clara contra o estupro como tática militar planificada pelas forças sérvias na Bósnia contra os croatas, e a tratavam mais de maneira feminista, como crimes de "homens não identificados" contra as mulheres. Pouco depois da publicação, Drakulić começou a receber ameaças telefônicas e sua propriedade também foi destroçada. Ao encontrar pouco ou nenhum apoio de seus antigos amigos e colegas, decidiu abandonar a Croácia.
Seus notáveis trabalhos relacionam-se com as guerras iugoslavas. Como se não estivesse ali, trata de crimes contra as mulheres na guerra de Bósnia, enquanto Eles nunca machucariam a uma mosca é um livro no qual também analisava sua experiência supervisionando os procedimentos e a situação dos presos do Tribunal Penal Internacional para a ex Yugoslávia em Haia. Ambos livros abordam os mesmos problemas que causaram sua emigração durante a guerra de seu país de origem. Em círculos acadêmicos, é mais conhecida por suas duas coleções de ensaios: "Como sobrevivemos ao comunismo e inclusive rimos dele" e "Café Europa". Ambos são relatos de não ficção da vida de Drakulić durante e após o comunismo.
Sua novela de 2008, A cama de Frida, está baseada numa biografia da pintora mexicana Frida Kahlo.
Seu último livro de ensaios Uma visita guiada pelo Museu do Comunismo: fábulas de um rato, um papagaio, um urso, um gato, uma toupeira, um porco, um cão e um corvo foi publicado em fevereiro de 2011 em Estados Unidos pela Penguin, e amplamente comentado, com grande sucesso.  O livro consta de oito reflexões contadas do ponto de vista de um animal diferente. Cada um deles reflete sobre a lembrança do comunismo em diferentes países de Europa do Leste. Ainda que alguns revisores interpretaram o livro como uma condenação ao comunismo e seus efeitos persistentes, o livro também critica os estragos do sistema econômico que o substituiu. No penúltimo capítulo, um cão romeno explica que, sob o capitalismo, todos são desiguais "mas alguns são mais desiguais que outros", uma inversão de uma famosa citação do escritor George Orwell no livro Animal Farm.
Drakulić vive entre Estocolmo e Zagreb.

### Não ficção
- " Smrtni grijesi feminizma " (1984) só em croata
- " Como sobrevivemos ao comunismo e inclusive rimos dele", Hutchinson, Londres (1991).
- "Balkan Express: fragmentos do outro lado da guerra", WW Norton, Nova York (1993).
- " Café Europa: a vida após o comunismo" Abacus, Londres (1996)
- " Nunca machucariam a uma mosca: criminosos de guerra a julgamento em Haia " Abacus -Time Warner, Londres (2004)
- "Tijelo njenog tijela" (2006) disponível em croata, alemão e polaco
- "Dois desvalidos e um gato", Gaviota Livros. Londres, Nova York, Calcutá (2009)
- "Uma visita guiada pelo Museu do Comunismo. Fábulas de um rato, um papagaio, um urso, um gato, uma toupeira, um porco, um cão e um corvo ", Penguin, Nova York, (2011)

### Artigos
- Todos somos albaneses1999
- Testemunha das mulheres bôsnias2001
- Crime nos círculos de poderoutubro de 2008
- Entrevista a Slavenka Drakulic2009
- Artigos em Eurozine
- Artigos em The Nation
- Artigos em The Guardian
- A violação como arma de guerra2008
- Slavenka Drakulic e Katha Pollitt em conversa2011